# Elaeocarpus vieillardii
Elaeocarpus vieillardii là một loài thực vật có hoa trong họ Côm. Loài này được Brongn. & Gris mô tả khoa học đầu tiên năm 1861.